# Ятим
Яти́м (араб. يتيم‎ —  сирота‎) — арабское имя, встречается в Таджикистане и Индонезии, турецкий вариант произношения «Етим» (тур. Yetim). Этимология имени связана с глаголом «йтм» — «осиротеть», но может иметь значение «единственный», «уникальный», например: «аль-Джума’а аль-Ятима» — последняя пятница рамадана.
В Библии один раз упоминается Ифма Моавитянин (1Парал.11.46). Имя «Ифма» (ивр. Йитма) является ивритским аналогом арабского «Ятим».
- Етим Эмин (1838—1884) — основоположник лезгинской письменной литературы.
- Етим Гурджи (1875—1940) — грузинский поэт.
- Етим Сейид (р. 1894) — азербайджанский ашуг.
- Раис Ятим (р. 1942) — малайзийский политик.
- Ятимов, Саймумин Сатторович — председатель ГКНБ Республики Таджикистан.
- Ифма (ивр. Йитма) — один из библейских персонажей.